# Ford Escort (Amérique du Nord)

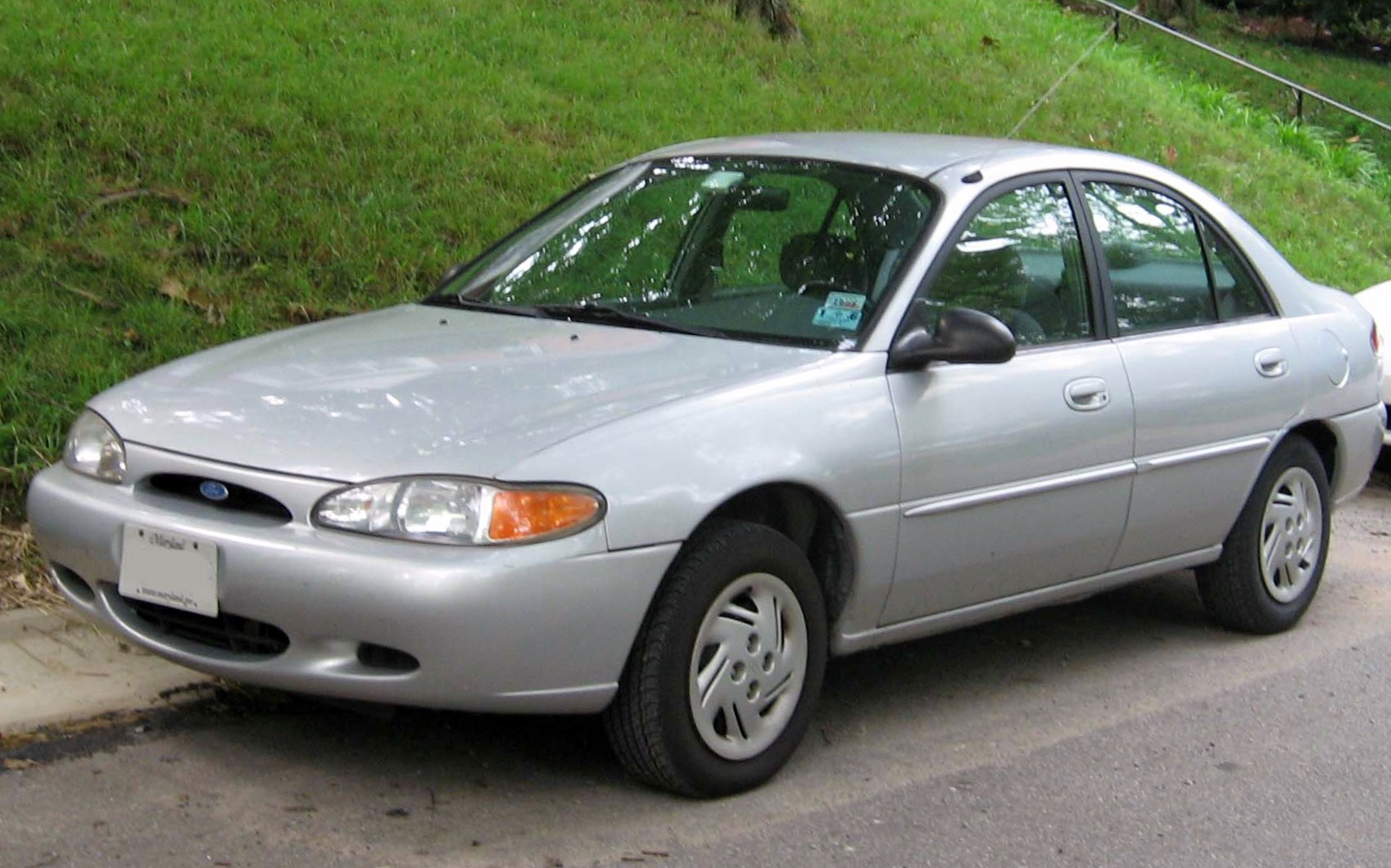
Ford Escort américaine de troisième génération.

Pour l'homologue européenne, voir Ford Escort.
La variante nord-américaine de la Ford Escort est une petite automobile compacte familiale introduite par Ford en 1980 pour l'année modèle 1981. Partageant son nom avec la Ford Escort européenne de troisième génération, la gamme de modèles est la première Ford à traction avant développée et vendue en Amérique du Nord. Successeur direct de la Ford Pinto, en tant que plus petite voiture Ford d'Amérique du Nord, l'Escort a largement remplacé la Ford Fiesta importée d'Europe.
Surmontant la réputation ternie de qualité et de sécurité établie par le défaut du réservoir de carburant de la Ford Pinto, l'Escort a connu un grand succès sur le marché américain. Après 1982, la gamme de modèles est devenue la voiture la plus vendue aux États-Unis, une position qu'elle a occupée pendant la majeure partie des années 1980.
Le remplacement de la Pinto par l'Escort de 1981 a été la première gamme de modèles Ford à adopter la traction avant. À la fin des années 1980, presque toute la gamme des voitures Ford adopterait la configuration du groupe motopropulseur (à la seule exception des Mustang, Thunderbird et LTD Crown Victoria/Country Squire).
L'Escort a été produite sur trois générations. La première génération était la première «voiture mondiale» de Ford, conçue lorsque Ford Europe a fait la transition de l'Escort Mk III à la traction avant. En Amérique du Nord, la gamme de modèles a également été vendue sous le nom de Mercury Lynx et de Ford EXP/Mercury LN7 deux places (aucune version n'a été vendue par la division Lincoln). Introduite pour 1991, la deuxième génération est devenue une quasi-jumelle de la Ford Laser conçue par Mazda (une gamme de modèles vendue en Asie et en Océanie); partageant sa plate-forme et son groupe motopropulseur avec la Mazda 323, l'Escort est entré dans le segment des automobile compactes. La deuxième génération a également été vendue sous le nom de Mercury Tracer. Pour 1997, la troisième génération était une refonte complète de l'Escort berline sur la plate-forme de la deuxième génération, introduisant le coupé ZX2; Mercury a continué à vendre la berline et la familiale Tracer.
Pour l'année modèle 1999, la Ford Focus a succédé à l'Escort en tant que gamme de modèles compacts et en tant que «voiture mondiale» de nouvelle génération; après l'année modèle 2000, l'Escort s'est principalement tournée vers les ventes des flottes, mettant fin à sa production après l'année modèle 2002.
Pendant toute sa production, l'Escort a été produite par Wayne Stamping & Assembly, Wayne (Michigan) et Hermosillo Stamping and Assembly (Hermosillo, Sonora, Mexique); la première génération a également été produite par Edison Assembly, Edison (New Jersey), San Jose Assembly Plant (Milpitas, Californie) et Oakville Assembly, Oakville (Ontario) (Canada)

## Première génération (1981-1990)
La première Escort nord-américaine a été mise en vente le 3 octobre 1980 pour l'année modèle 1981, avec sa jumelle corporative, la Mercury Lynx. Elle était destinée à partager des composants communs avec l'Escort Mk III européenne. Elle a été lancée avec un moteur quatre cylindres en ligne de 66 ch (48 kW) et 1,6 litre. Elle était disponible en version trois portes à hayon et en break cinq portes, avec une boîte manuelle à quatre vitesses ou une automatique à trois vitesses. La berline cinq portes a été présentée pour la première fois en mai 1981. L'Escort nord-américaine avait beaucoup plus de chrome que les Escort vendues ailleurs (sauf pour le modèle SS de 1981 et les modèles GT de 1982 et plus qui avaient une garniture noircie). Les modèles de 1981 n'ont jamais eu le logo Ovale Bleu; sur les ailes avant, il y avait un badge Escort qui comprenait un globe représentant la terre, ce qui impliquait que c'était une "voiture mondiale". L'Escort de 1981 était disponible avec une finition «SS» qui comprenait une garniture noircie, un ensemble spécial de bandes et de décalcomanies, des freins améliorés et des pneus plus larges. La finition SS serait remplacée par l'Escort GT l'année suivante en raison d'une interaction avec General Motors.
La voiture a été rafraîchie en 1982 et a ajouté pour la première fois le logo Ovale Bleu de Ford ainsi qu'une nouvelle calandre. Pour les modèles de 1982, le prix de base de l'Escort trois portes était de 5 518 $. Le moteur a également été amélioré, à 71 ch (52 kW). En mars 1982, une version HO (High Output) du moteur a été ajoutée, à l'origine uniquement dans l'EXP et avec une transmission automatique, mais peu après disponible avec une transmission manuelle et aussi dans la sportive Escort GT (qui avait remplacé la SS). Cette unité produit 81 ch (60 kW), grâce à un taux de compression plus élevé, un nouveau système d'échappement et des venturis plus grands dans le carburateur. En plus du moteur HO, la GT présentait des changements cosmétiques tels que des emblèmes et des rayures «GT», tandis que sous la coque, il y avait des freins renforcés et une boîte de vitesses à quatre vitesses à rapport rapproché. Des roues de sport métriques TR avec des pneus Michelin TRX étaient également incluses.
Pour 1984, le modèle GLX a été abandonné et remplacé par un modèle LX à injection de carburant, disponible en version berline ou familiale cinq portes, avec un moteur GT, des garnitures noircies et des roues stylisées en aluminium moulé. L'intérieur a reçu un nouveau tableau de bord et de nouvelles protections de levier de changement de vitesse en caoutchouc pour les modèles à transmissions manuelles; les modèles à transmissions automatiques ont reçu de nouveaux leviers de sélection de vitesse avec des lignes droites pour la sélection de vitesse au lieu de la torsion en forme de "?" des modèles précédents.
Bien que la silhouette de base soit la même, elle était presque complètement différente de la version européenne, à l'exception du moteur CVH de Ford. Il y avait un moteur de 1,6 L, une transmission manuelle MTX-2 à quatre vitesses et une transmission manuelle MTX-3 à cinq vitesses en option, et une transmission automatique ATX/FLC à trois vitesses en option. Un moteur de 1,3 L a été conçu et un prototype a été fabriqué, mais il n'a pas vu la production en raison d'un manque de puissance et d'une incapacité à le faire certifier. À partir de 1983, un modèle GT proposait une version EFI multi-ports du moteur quatre cylindres de 1,6 L qui augmentait la puissance de 20 ch (15 kW) par rapport à la version à carburateur de base. Elle est également livrée avec une transmission à cinq vitesses, un ensemble de gestion TRX, des spoilers avant et arrière, des jantes en alliage de taille métrique et des phares antibrouillard. À partir de l'année modèle 1984, la Ford EXP a reçu l'option du moteur quatre cylindres turbocompressé de 1,6 L d'une puissance de 122 ch (89 kW) et d'un couple correspondant. Le moteur turbo a ensuite trouvé son chemin dans l'Escort GT (et la Lynx RS) au cours de l'année modèle 1984. 1984 a également été l'année où le moteur diesel de deux litres de Mazda est devenu disponible dans l'Escort et la Lynx.

### Moteurs
- 1981-1985 : Quatre cylindres en ligne CVH 1,6 L de 66-71 ch (48-52 kW)
- 1982-1985 : Quatre cylindres en ligne CVH High Output (HO) 1,6 L de 81 ch (60 kW)
- 1983-1985 : Quatre cylindres en ligne CVH Multi-Port Fuel Injected (MPFI) 1,6 L de 89 ch (66 kW)
- 1984-1985 : Quatre cylindres en ligne CVH turbocompressé 1,6 L de 122 ch (89 kW)
- 1984-1985 : Quatre cylindres en ligne RF diesel 2,0 L de 53 ch (39 kW)

### 1985-1990
Le modèle de 1985½ a reçu un lifting (moins de chrome, feux arrière redessinés, phares encastrés), et le moteur de 1,6 L a été remplacé par un moteur de 1,9 L. Les modèles GT comportaient des moteurs à haut rendement avec des collecteurs d'admission révisés, des culasses et de véritables en-têtes disponibles uniquement avec des transmissions manuelles. La Lynx a été retirée pour 1987, mais a été remplacée par le modèle "Tracer" dérivé de la Mazda 323. (Cette plate-forme de Mazda a été remaniée en 1989 et a fait ses débuts avec la Mazda Protege en 1990. La plate-forme mise à jour a constitué la base de la prochaine génération d'Escort/Tracer (1990–1996).)
L'Escort a vu un autre lifting mineur à la mi-1988, qui a lissé les carénages avant et arrière. De nouveaux pare-chocs en plastique (qui ont remplacé les pare-chocs en métal), des vitres latérales arrière plus grandes, un design arrière plus arrondi et des roues plus grandes (14 pouces contre 13 pouces) ont modernisé le look des voitures. Les modèles à hayon trois portes avaient des lignes de fenêtre incurvées le long des côtés vers l'arrière des voitures. Le moteur a également été mis à jour avec un arbre à cames et des poussoirs à rouleaux légèrement révisés. La nouvelle conception est communément appelée l'année «mi-88» et a existé jusqu'à la fin de l'année modèle 1990.
Le modèle Pony, qui était la Ford la moins chère construite aux États-Unis à l'époque, a trouvé une certaine popularité au cours des trois dernières années de cette génération. Les modèles Pony utilisaient une garniture intérieure plus simple avec une plus grande utilisation de vinyle et de plastique au lieu de tissu, et les boîtes de vitesses manuelles à quatre vitesses étaient de série, bien que les acheteurs puissent opter pour les transmissions à cinq vitesses trouvées dans les modèles LX ou la transmission automatique ATX à trois vitesses. La liste des options disponibles était très limitée, dans la mesure où des luxes tels que la direction assistée et la climatisation installée d'usine n'étaient pas proposés (un système de climatisation installé par le concessionnaire était disponible). Compte tenu de leur poids plus léger, les modèles Pony étaient réputés pour leur capacité à offrir une excellente consommation de carburant, avec un 5,9 litres aux 100 km sur route, ce n'est pas rare[réf. nécessaire].

#### Moteurs
- mi-1985-1986 : Quatre cylindres en ligne CVH carburée 1,9 L de 87 ch (64 kW)**
- 1987-1990 : Quatre cylindres en ligne CVH CFI (Central Fuel Injection) 1,9 L de 91 ch (67 kW)
- 1985-1988 : Quatre cylindres en ligne CVH HO EFI (Multi-port EFI) 1,9 L de 111 ch (81 kW)**
- mi-1988-1990 : Quatre cylindres en ligne CVH HO EFI (Multi-port EFI) 1,9 L de 112 ch (82 kW)
- 1985-1987 : Quatre cylindres en ligne RF diesel 2,0 L de 53 ch (39 kW)

- - Tous les modèles de mi-1988-1990 avaient des poussoirs à rouleaux et des arbres à cames correspondants
  - 1985 et 1988 sont des modèles qui ont été rafraîchis dans une «1/2 année»

#### Modifications d'année modèle
1981 - tout nouveau modèle - l'Escort était une voiture mondiale. Les finitions d'origine étaient base, L, GL, GLX et SS. La Mercury Lynx est la jumelle de l'Escort.
1982 - la GT a remplacé la SS. Il y avait de nouvelles versions, les base, L, GL, GLX, GT et LX

## Deuxième génération (1991-1996)
Pour 1991, l'Escort et la Mercury Tracer ont été remplacées par des modèles basés sur la plate-forme B (BG) de Mazda, également utilisée par les Mazda 323, Protegé et Kia Sephia de première génération. Ford, qui détenait 25% du capital de Mazda, vendait déjà une version de la 323/Familia en Asie et en Australasie, appelée «Ford Laser», qui avait remplacé l'ancienne Escort à propulsion arrière. Bien que l'Escort soit maintenant essentiellement une jumelle de la Laser au lieu de l'Escort européenne, elle a conservé le nom Escort en Amérique du Nord en raison de la forte valeur de ce nom et du fait que Chrysler utilisait déjà le nom Laser sur l'équivalent Plymouth de la Mitsubishi Eclipse.
L'Escort précédente utilisait des moteurs locaux et partageait certains éléments de conception avec le modèle européen. L'Escort des années 1990, cependant, était presque identique à la Ford Laser et à ses dérivées, avec des différences mineures dans l'apparence et le moteur de base. Alors que la Laser présentait des groupes motopropulseurs identiques à ceux de la Mazda Familia, l'Escort a repris le moteur de la précédente Escort, le CVH de 1,9 litre à huit soupapes conçu par Ford, les GT et LX-E recevant le quatre cylindres en ligne BP de 1,8 L construit par Mazda. Une grande partie du style extérieur imitait la première génération de Ford Taurus.
Cette génération d'Escort a été l'une des premières automobiles Ford à être équipée, sur le moteur de 1,9 L, d'un allumage sans distributeur (connu sous le nom d'EDIS, Electronic Distributorless Ignition System). Elle comportait également une nouvelle transmission automatique à quatre vitesses à commande électronique, ainsi qu'une suspension arrière indépendante, toutes deux relativement rares (à l'époque) dans les voitures de cette catégorie.
Le modèle basé sur la plate-forme Mazda s'est vendu lentement en Amérique au début, puisque seuls les modèles à hayon étaient proposés lors de son lancement, mais est devenu populaire plus tard en 1992, après l'introduction de la berline, disponible en versions LX ou LX-E.
Pour les années modèles 1993–1995, Ford proposait l'Escort sur une base de «prix unique», avec le même prix pour une berline à hayon trois ou cinq portes, une berline quatre portes ou une familiale cinq portes lorsqu'elle était équipée des options les plus populaires (le modèle à trois portes a rapidement ajouté des jantes en alliage à la spécification de «prix unique»). La LX-E, équipée du même équipement sportif que la GT et la Mazda Protegé LX (freins à disque aux quatre roues, freins avant plus gros, embrayage plus gros, arbres de transmission de longueur égale, barres anti-roulis plus grandes, échappement à double sortie, intérieur sport et moteur DOHC 1,8 L à 16 soupapes de Mazda), n'a duré que jusqu'en 1993. La Pony est partie en 1992, remplacée par le niveau de finition «standard».
Les niveaux de finition étaient à l'origine Pony, LX et GT. La GT était l'équivalent nord-américain de la version Laser XR3i, dotée d'un moteur DOHC 1,8 L de Mazda. La LX et la standard (ou Pony) étaient équipées du moteur quatre cylindres en ligne CVH à huit soupapes à came en tête de 1,9 L. La Pony (ou ultérieurement standard) était le niveau de finition de base, manquant de la plupart des fonctionnalités comme la direction assistée ou une radio. La LX était le niveau de finition haut de gamme, et une finition sport pouvait être ajoutée pour la faire ressembler à une GT. De subtiles différences peuvent être remarquées dans les trois modèles d'Escort (berline, à hayon et familiale) de 1990 à 1996. En 1992, le hall ovale de la calandre autour de l'emblème «Ford» est devenu un peu plus grand afin de permettre plus d'air d'entrer sous le capot pour refroidir le moteur. En 1993, la taille des roues est passée de 13 pouces à 14 pouces et les poignées de porte extérieures noires ont été modifiées pour correspondre à la couleur extérieure de la voiture. Un airbag conducteur a également été introduit en 1993, et en 1994, les airbags conducteur et passager étaient de série avec le tableau de bord redessiné pour l'année modèle 1995.

### Moteurs
- 1990-1996 : Quatre cylindres en ligne CVH 1,9 L (1 859 cm3) de 90 ch (66 kW) et 146 N m, standard/Pony et LX
- 1990-1996 : Quatre cylindres en ligne BP 1,8 L (1 839 cm3) Mazda de 129 ch (95 kW) et 155 N m, LX-E et GT

## Troisième génération (1997-2003)
Le restylage a laissé tomber les berlines à hayon et a ajouté un nouveau coupé sportif pour l'année modèle 1997.
L'Escort ZX2 de 1998 a remplacé la Ford Probe en tant que voiture de sport compacte de Ford. La ZX2 était une voiture beaucoup plus basse et racée que les Escort berline et familiale, directement destinée au marché des jeunes en remplacement de l'Escort GT (bien qu'elle ne dispose pas de sa configuration de frein à disque arrière) et était exclusivement construite dans l'usine d'assemblage de Ford à Hermosillo, Sonora, Mexique. L'intérieur a été rafraîchi pour 1999 et le modèle a été retiré après 2003. Elle avait un tableau de bord entièrement repensé et comprenait un panneau qui unifiait les commandes de chauffage et de radio, similaire à celui de la troisième génération de Ford Taurus.
Le coupé Escort ZX2 de 1998 était équipé du moteur quatre cylindres Zetec DOHC de 2,0 L et 132 ch (97 kW) en équipement de série, une option indisponible sur la berline ou la familiale. Destiné à être utilisé comme moteur de base dans la plus grande Ford Mondeo européenne et ses cousines américaines, les Ford Contour et Mercury Mystique, le moteur Zetec donnait à la ZX2 des performances respectables, passant de 0 à 60 mi/h en 7,4 secondes.
Les modèles de 1999 et 2000 offraient une édition limitée de performance, la ZX2 S/R, qui améliorait encore les performances de la voiture.
Les Escort berline et la familiale utilisaient le moteur CVH SPI2000 à puissance inférieure de 112 ch (82 kW). Il y a des différences subtiles dans la berline Escort de 1996 à 2002. Les finitions pour 1997 étaient base et LX, pour 1998–2002, elle était offerte en versions LX et SE. Pour 1999, les feux de recul ont été déplacés dans la même pièce que les feux arrière; ils étaient auparavant sous le feu arrière sur la carrosserie.
Une finition très rare était disponible avec des enjoliveurs de roue chromés de 36 cm et d'autres caractéristiques. Elle a été offerte en 1999.
L'Escort était également offerte dans une finition «sport». La version de la Mercury Tracer s'appelait "Trio" ou "Sport" selon l'année. La Tracer Trio avait des roues de style nattes tandis que la Tracer Sport avait des roues de style pétale de fleur. La finition Sport/Trio comprenait des roues en aluminium, un embout d'échappement sport, un compte-tours et un aileron arrière.
Le break Escort a en grande partie conservé le même style de carrosserie, ne gagnant qu'un nouvel intérieur, un nouvel avant et un nouveau carénage, des rétroviseurs latéraux, des poignées de porte, des badges, des feux arrière et des réflecteurs légèrement redessinés. Les cadres de fenêtre noirs sur les portes de certains modèles sont devenus couleur carrosserie.
Tant l'Escort familiale que les Mercury Tracer berline et familiale ont été abandonnées après 1999. L'Escort berline a été abandonnée en 2002, mais a continué d'être vendue uniquement en tant que flottes et voitures de location. Elle a été remplacée par la Ford Focus[réf. nécessaire]. La dernière Ford Escort est sortie de la chaîne de montage le 20 février 2002. Le dernière ZX2 est sortie de la chaîne de montage le 21 mars 2003. Au Mexique, elle a été remplacée par la plus petite Ford Ikon.

### Moteurs
- 1997-2002 : Quatre cylindres en ligne SOHC CVH SPI2000 2,0 L (1 986 cm3) de 112 ch (82 kW) à 5 000 tr/min, 169 N m à 3 750 tr/min et zone rouge à 5 500 tr/min. Berline et break.
- 1998-2003 : Quatre cylindres en ligne DOHC Zetec 2,0 L (1 989 cm3) de 132 ch (97 kW) à 5 750 tr/min, 172 N m à 4 250 tr/min, zone rouge à 6 500 tr/min et limiteur de régime à 7 200 tr/min. ZX2
- 1999-2000 : Quatre cylindres en ligne DOHC Zetec 2,0 L (1 989 cm3) de 145 ch (107 kW) et 198 N m. ZX2 S/R

## ZX2
Pour 2001, la berline quatre portes était uniquement limitée aux ventes des flottes et le surnom Escort sur l'Escort ZX2 a été discrètement abandonné, faisant officiellement de la voiture un coupé deux portes.
La Ford Focus a fait ses débuts en 1998 (1999 aux États-Unis) et a été produite en même temps que la ZX2. Malgré une certaine popularité, la ZX2 a été remplacée par les Focus ZX3, ZX4 et ZX5. Bien que les deux voitures partagent le même moteur Zetec, il existe quelques différences. La Focus n'a pas de VCT côté échappement et contient des arbres à cames moins agressifs qui poussent la bande de puissance vers le bas de quelques centaines de tr/min. Les deux modèles partagent le même bloc mais, en raison des différents arbres à cames et de la culasse différente, le couple de sortie de la Focus a été augmenté de 11 N m. Grâce à un meilleur engrenage et moins de poids, la ZX2 continuait à surpasser la Focus. La ZX2 a continué avec des jantes en alliage un peu plus grande de 5 pouces et un dégivreur arrière nouvellement offert en équipement de série, et pour 2003, un carénage avant révisé. La production a cessé à la fin de l'année modèle 2003.

### ZX2 S/R
La présence et le succès accrus des modèles de performance provenant d'outre-mer à la fin des années 1990 ont amené Ford à créer son propre modèle de performance, la ZX2 S/R, destinée à rivaliser avec des compacts sportives et de performance d'usine bon marché tels que la Honda Civic Si et la Dodge Neon ACR. Ses débuts ont eu lieu au salon Import Auto de la SEMA à Pomona en 1999. La ZX2 S/R a été le premier produit développé conjointement par Ford Racing et le développement des produits Small Vehicle Center de la Ford Motor Company.
Le nombre final de modèle à production limitée de la Ford était de 2 110 unités, comprenant 110 S/R jaunes pour 1999, dont les deux premières ont été vendues à Columbus, Ohio, et les 108 autres en Californie; et pour 2000, 500 S/R noires, 500 rouges et 1000 jaunes ont été vendues. Le prix de mise à niveau vers la finition S/R était de 1 500 $ les deux années. On pense que seulement 35 de ces 2000 S/R ont été vendues au Canada, ce qui en fait une finition très rare là-bas.
La finition optionnelle S/R ajoutait des pièces de suspension plus rigides (ressorts Eibach (M-5560-Z2)), entretoises Tokico (M-18000-Z2) et bagues de suspension en polyuréthane de marque Energy Suspension, plus de puissance (grâce à un PCM Ford Racing (M-12650-Z2)), admission plus efficace (Roush ou Iceman), freins à disque arrière (M-2300-Z2), un embrayage plus puissant (double friction Centerforce (M-7560-Z2)), un levier de vitesses à transmission manuelle B&M à courte course (M-7210-Z2), un pommeau (M-7213-Z2) et une protection (M-7277-Z2) de levier de vitesses S/R unique, sièges améliorés, un couvercle de valve unique en bleu, un groupe de vitesse différent qui va jusqu'à 150 mph (240 km/h) et un ensemble unique de pneus et de roues. La puissance du moteur a été augmentée de 10% par rapport au moteur Zetec de base utilisé dans la ZX2 de 145 ch (107 kW), grâce à un recalibrage recommandé du carburant premium, nouveau système d'admission d'air, le PCM de performance, silencieux Borla et tuyau amélioré (M-5230-Z2). Toutes les ZX2 S/R ont un badge spécial «S/R» à l'arrière, soit argent (sur une voiture rouge) ou rouge (sur une voiture jaune ou noire). Certaines S/R sont sorties de l'usine d'assemblage sans certaines des modifications de performance. Les bagues de suspension ne sont pas installées d'usine, mais plutôt emballées dans la voiture pour une installation chez le concessionnaire. Cela a également conduit de nombreuses voitures à quitter la salle d'exposition sans les compléments complet des pièces S/R.

## Ventes
| Année civile         | Ventes américaines |
| -------------------- | ------------------ |
| 1999                 | 260 486            |
| 2000                 | 110 736            |
| 2001                 | 90 503             |
| 2002                 | 51 857             |
| 2003 (ZX2 seulement) | 25 473             |
| 2004 (ZX2 seulement) | 1 210              |